# Robert Kirchhoff
Robert Kirchhoff (* 4. Mai 1920 in Bad Hall als Gustav Robert Vicktor Walter Kirchhoff; † 30. April 1999 in Köln) war ein deutscher Psychologe, Universitätsprofessor und bedeutender Vertreter der Ausdruckspsychologie.

## Leben
Kirchhoff begann 1946 an der Philosophischen Fakultät der Universität Heidelberg das Studium der Psychologie, das er 1950 mit ausgezeichnetem Diplom abschloss. Es folgte die Abfassung einer Dissertation zur „Über die Struktur des Erklärens“ bei Willy Hellpach und Johannes Rudert sowie 1952 die Verleihung der Doktorwürde durch die Philosophische Fakultät.
Ab 1952/53 war Kirchhoff Wissenschaftlicher Assistent am Psychologischen Institut der Universität Heidelberg. 1956 folgte seine Habilitation mit dem Thema „Prinzipien und Probleme der allgemeinen Ausdruckskunde“ bei Johannes Rudert, Karl Löwith und Hans-Georg Gadamer. 1962 wurde Kirchhoff zum außerplanmäßigen Professor an der Universität Heidelberg ernannt. Im gleichen Jahr heiratete er Gabriele Anna Maria Kirchhoff, geb. Reichert.
1963 folgte Kirchhoff dem Ruf auf einen ordentlichen Lehrstuhl an die Technische Universität Berlin; hier widmete er sich vor allem der Ausarbeitung eines möglichst vollständigen Modells der menschlichen und tierischen Kommunikation über Ausdruck und Sprache. Anschließend war er bis zu seiner Emeritierung im Jahr 1985 Direktor des Psychologischen Instituts II an der Universität zu Köln. Ein zentrales Thema war die Ausarbeitung der Struktur des Fragehandelns und eines dazugehörenden Handlungsstruktur-Modells (HSM). Dieses sollte das Kernstück einer Universaltheorie des Verstehens werden. Die Fragemethode war nach ihm der „Königsweg zur Erkenntnisgewinnung“. 1985 wurde er emeritiert.
Im April 1999 starb Kirchhoff. Der umfangreiche wissenschaftliche Nachlass, insbesondere zur Ausdruckspsychologie, befindet sich heute im Archiv der Fernuniversität Hagen.

## Werke (Auswahl)
- Die Struktur des Erklärens. Ein Beitrag zur Analyse und Theorie des explikativen Denkens. Heidelberg 1952 (zugleich Dissertationsschrift an der Universität Heidelberg vom 31. Juli 1952).
- Allgemeine Ausdruckslehre. Prinzipien und Probleme der allgemeinen Ausdruckstheorie. Ein Beitrag zur Grundlegung der Wissenschaft vom Ausdruck. Ein Beitrag zur Grundlegung der Wissenschaft vom Ausdruck. Hogrefe Verlag, Göttingen 1957 (zugleich Habilitationsschrift an der Universität Heidelberg vom 25. Jan. 1956).
- Ausdruckspsychologie. Handbuch der Psychologie. Bd. 5. Verlag für Psychologie Hogrefe, Göttingen 1965. (2., unveränderte Auflage 1972, ISBN 978-3-8017-0011-9).